# Адельхайдсдорф
Адельхайдсдорф (нем. Adelheidsdorf) — община в Германии, в земле Нижняя Саксония.
Входит в состав района Целле. Подчиняется управлению Ватлинген. Население составляет 2489 человек (на 31 декабря 2010 года). Занимает площадь 33,24 км².
Коммуна подразделяется на 3 сельских округа.
| Год  | Население |
| ---- | --------- |
| 1990 | 2013      |
| 1995 | 2115      |
| 2000 | 2432      |
| 2005 | 2467      |
| 2010 | 2491      |